# Galileusz
Die Galileusz ist ein 1992 als Via Tirreno in Dienst gestelltes Fährschiff der polnischen Reederei Unity Line, das auf der Strecke von Świnoujście nach Ystad im Einsatz ist.

## Geschichte
Die Via Tirreno wurde im Juni 1991 unter der Baunummer 959 in der Werft von Van der Giessen-De Noord in Krimpen aan den IJssel auf Kiel gelegt und lief am 11. Juli 1992 vom Stapel. Nach der Ablieferung an Viamare di Navigazione im Oktober 1992 nahm das Schiff im selben Monat den Dienst von Voltri nach Termini Imerese auf. Ursprünglich hatte es nur eine Kapazität für maximal 50 Passagiere.
In den folgenden Jahren wechselte die Via Tirreno mehrfach den Besitzer, so wurde sie ab 1996 von der Tirrenia – Compagnia italiana di navigazione und ab 2003 von der Adriatica di Navigazione bereedert. Im Mai 2006 ging das Schiff als Galileusz in den Besitz der Unity Line über. Nach einem Umbau in Stettin mit zusätzlichen Aufbauten und einer Kapazität von nun 125 (andere Quellen nennen 120) Passagieren nahm die Fähre am 12. November 2006 den Dienst von Świnoujście nach Ystad auf. Am 5. Februar 2007 wechselte sie auf die Strecke von Świnoujście nach Trelleborg.
Am 26. Oktober 2007 kollidierte die Galileusz im Hafen von Trelleborg mit der Fähre Nils Dacke und wurde hierbei leicht beschädigt. Nach Reparaturarbeiten konnte sie am 15. November 2007 in den Dienst zurückkehren.
Im Januar 2024 wurde die Fähre auf der Strecke von Świnoujście nach Trelleborg durch die Epsilon ersetzt und wieder auf die Strecke von Świnoujście nach Ystad verlegt.